# Ilija Stolica
Ilija Stolica cyr. Илиja Cтoлицa (ur. 7 lipca 1978 w Belgradzie) – serbski piłkarz, grający na pozycji napastnika, reprezentant Serbii i Czarnogóry.

## Kariera piłkarska

### Kariera klubowa
Wychowanek FK Zemun Belgrad, w którym w 1997 rozpoczął karierę piłkarską. W 1998 wyjechał do Hiszpanii, gdzie bronił barw klubu U.E. Lleida. W 2000 powrócił do ojczyzny i potem występował w FK Partizan i FK Zemun Belgrad. Na początku 2003 wyjechał do Ukrainy, gdzie został piłkarzem Metałurha Donieck, ale wkrótce doznał kontuzji i do końca roku wypadł z gry. W marcu 2005 klub i piłkarz dogadali się w sprawie wcześniejszego zakończenia kontraktu. Do lata 2005 grał w OFK Beograd, a potem ponownie wyjechał za granicę, gdzie bronił barw belgijskich klubów Sint-Truidense VV i RAEC Mons oraz greckiego OFI Kreta. Na początku 2010 przeniósł się do Czarnogóry, gdzie występował w FK Budućnost Podgorica. 30 lipca 2010 podpisał kontrakt z New England Revolution. 29 kwietnia 2011 został wypożyczony do F.C. New York.

### Kariera reprezentacyjna
Występował w młodzieżowej i olimpijskiej reprezentacji Jugosławii. W 2005 zadebiutował w narodowej reprezentacji Serbii i Czarnogóry.

## Sukcesy i odznaczenia

### Sukcesy klubowe
- wicemistrz Jugosławii: 2000, 2001
- zdobywca Pucharu Jugosławii: 2000
- brązowy medalista Mistrzostw Ukrainy: 2003, 2004